# 小白杨
《小白杨》由梁上泉作词、士心（本名刘志）作曲，是一首以白杨树作喻、赞誉中国边防军人的歌曲。1983年，诗人梁上泉来到新疆巴尔鲁克山塔斯提河畔的塔斯堤哨所（今名“小白杨哨所”，属于新疆生产建设兵团第九师一六一团十一連）采风，得知一位锡伯族士兵母亲送儿子白杨树苗以励志的故事，遂与士心一道谱写了这首歌曲。1984年8月1日，原总政歌舞团在北京海淀影剧院举办了一场综合的歌舞晚会。在这场晚会上，《小白杨》第一次正式登场，歌唱家阎维文献唱了此歌，从而广泛流传开来。另外，阎维文后来也透露，《小白杨》这首歌并没有在1984年的春晚演唱，因为歌曲在1984年6月才创作完成。

## 衍生作品
2011年为纪念中国共产党成立90周年，新疆昌吉回族自治州阜康市拍摄电影《小白杨》，以本歌曲及其背後故事为主题展开。

## 相关链接
- 白杨市
- 铁列克提
- 说句心里话
- 好男儿就是要当兵